# فيليب دورن
فيليب دورن (بالهولندية: Hein van der Niet)‏ هو ممثل هولندي، ولد في 30 سبتمبر 1901 في هولندا، وتوفي في 9 مايو 1975 في الولايات المتحدة بسبب نوبة قلبية.

## أعمال

### أفلام
- (1941) فتاة زيغفيلد
- (1942) حصاد عشوائي

## وصلات خارجية
- فيليب دورن على موقع IMDb (الإنجليزية)
- فيليب دورن على موقع مونزينجر (الألمانية)
- فيليب دورن على موقع ألو سيني (الفرنسية)
- فيليب دورن على موقع أول موفي (الإنجليزية)
- فيليب دورن على موقع قاعدة بيانات برودواي على الإنترنت (الإنجليزية)
- فيليب دورن على موقع قاعدة بيانات الأفلام السويدية (السويدية)
- فيليب دورن على موقع إن إن دي بي (الإنجليزية)
- فيليب دورن على موقع قاعدة بيانات الفيلم (الإنجليزية)
- فيليب دورن على موقع كينوبويسك (الروسية)